# Julien Amegandjin
 (février 2023).
Si vous disposez d'ouvrages ou d'articles de référence ou si vous connaissez des sites web de qualité traitant du thème abordé ici, merci de compléter l'article en donnant les références utiles à sa vérifiabilité et en les liant à la section « Notes et références ».
Julien Amegandjin, né le 2 mai 1940 à Togoville, est un ingénieur statisticien-économiste togolais. Il est d'abord enseignant et responsable d'enseignement, en France puis en Afrique. Il prend une année sabbatique en 1986 consacrée à la préparation d'un ouvrage, Démographie Mathématique. Il se consacre ensuite, principalement en Afrique de l'Ouest, au développement des statistiques agricoles.
Depuis 2000, il mène des missions de consultation.

## Études
Julien Amegandjin fait des études secondaires au lycée Bonnecarrère à Lomé. Elles sont sanctionnées par un baccalauréat de la série mathématiques élémentaires. Il se rend ensuite en France pour poursuivre ses études, à l'université et au CESD-Paris. Il se voit décerner les diplômes suivants : une maîtrise de mathématiques de la faculté des Sciences de Dijon (1965), un diplôme d'ingénieur statisticien-économiste du CESD-Paris délivré en association avec l'école nationale de la statistique et de l'administration économique (1968), un DEA de la faculté des sciences de Paris (1967), un doctorat de 3e cycle de  de la faculté des Sciences de Paris (1970) et un diplôme d’études supérieures (DES) en économie de l'université Panthéon-Sorbonne (1972).

## Parcours professionnel
Julien Amegandjin consacre la première partie de ce parcours professionnel à l'enseignement supérieur, d'abord en France puis en Afrique. En France, de 1968 à 1972, il est chargé d'enseignement au CESD-Paris, à l'ENSAE et à l'université Paris-Dauphine. À partir de 1970, il assume également les fonctions de directeur-adjoint du CESD-Paris. Au Cameroun, de 1973 à 1985, il est professeur à l'IFORD (Yaoundé). En 1975, il devient directeur de cette institution dont les deux missions essentielles sont la formation de spécialistes de très haut niveau en sciences de la population et la réalisation de travaux de recherche sur les questions de population.
En 1986, il consacre la presque totalité de l'année à la rédaction d'un ouvrage sur la démographie mathématique. À partir de fin 1986 et jusqu'en 2000, il se tourne vers la conduite et l'évaluation d'enquêtes et de recensements de l'agriculture, dans le cadre d'activités soutenues par la FAO. Il travaille alors directement dans les pays (Cap-Vert, Guinée, Mauritanie, Niger et Sénégal) ainsi qu'à Rome, au siège de la FAO.
À partir de 2000, pour le compte des diverses institutions qui apportent leur concours au développement des statistiques en Afrique de l'Ouest, Julien Amegandjin effectue des consultations dans les domaines de la conception et la réalisation de recensements ou enquêtes statistiques, des méthodes des sondages aléatoires, de l'analyse des faits économiques et sociaux, ainsi que du renforcement des capacités institutionnelles des systèmes statistiques nationaux.
Il milite au sein de diverses associations professionnelles internationales et régionales en faveur du développement de la statistique des pays africains, telles que l'association des statisticiens économistes de l'ENSAE ou du CESD-Paris, l'Institut international de statistique, l'Union internationale pour l'étude scientifique de la population (UIESP), l'association africaine de statistique et l'Union pour l'étude de la population africaine (UEPA).

## Distinctions
- Prix du Centre africain pour la statistique (2008)[3]